# Setmanari
Un setmanari és una publicació d'informació general que es publica un cop o, rarament, dos a la setmana. Aquesta mena de diaris tendeixen a tenir circulacions reduïdes amb comparació amb els diaris, i en general tenen un abast les comunitats menys poblades o en àrees petites, definides dins de les grans ciutats; sovint, poden cobrir un territori més petit, tal com una o més ciutats més petites o eventualment tot un país. Sovint els setmanaris cobreixen notícies locals i participen més intensament del periodisme comunitari o altra mena de premsa especialitzada.
La majoria dels diaris setmanals segueixen un format similar al de la premsa diària (és a dir, notícies, esports, obituaris, etc.). No obstant això, s'enfoca principalment en notícies limitades a una regió concreta. Les dates de publicació de periòdics setmanals a Amèrica del Nord varien, però sovint surten al mig de la setmana (dimecres o dijous).
Altres tipus de publicacions de notícies surten setmanalment en paper de diari, però no es consideren diaris d'informació general. Aquests tractaran temes específics, com ara esports (per exemple, The Sporting News) o negoci (per exemple, Barron), i tenen circulacions més extenses i cobrint territoris molt més grans.